# Igrzyska boliwaryjskie

Państwa uczestniczące w igrzyskach

Igrzyska boliwaryjskie (hisz. Juegos Deportivos Bolivarianos) – multidyscyplinarne zawody sportowe, rozgrywane na cześć Simóna Bolívara, których pierwsza edycja została przeprowadzona w 1938 roku w Bogocie. Odbywają się one obecnie w interwale czteroletnim, a ich kolejne edycje wypadają w rok po letnich igrzyskach olimpijskich.
W zawodach startują reprezentacje sześciu państw południowoamerykańskich (Boliwia, Ekwador, Kolumbia, Panama, Peru i Wenezuela), których narodowe komitety olimpijskie skupione są w Boliwaryjskiej Organizacji Sportowej, a także od 2013 roku, poszczególne kraje regionu, zaproszone przez organizatorów. (Chile, Dominikana, Gwatemala, Paragwaj, Salwador)

## Edycje
| Edycja  | Gospodarz                   | Data                   |
| ------- | --------------------------- | ---------------------- |
| 1938    | Bogota                      | 6–22 sierpnia          |
| 1947–48 | Lima                        | 25 grudnia–8 stycznia  |
| 1951    | Caracas                     | 5–21 grudnia           |
| 1961    | Barranquilla                | 3–16 grudnia           |
| 1965    | Quito & Guayaquil           | 20 listopada–6 grudnia |
| 1970    | Maracaibo                   | 23 sierpnia–6 września |
| 1973    | Panama                      | 17 lutego–3 marca      |
| 1977    | La Paz                      | 15–29 października     |
| 1981    | Barquisimeto                | 4–14 grudnia           |
| 1985    | Cuenca, Ambato & Portoviejo | 9–18 listopada         |
| 1989    | Maracaibo                   | 14–25 stycznia         |
| 1993    | Cochabamba & Santa Cruz     | 24 kwietnia–2 maja     |
| 1997    | Arequipa                    | 17–26 października     |
| 2001    | Ambato                      | 7–16 września          |
| 2005    | Armenia & Pereira           | 12–21 sierpnia         |
| 2009    | Sucre                       | 15–26 listopada        |
| 2013    | Trujillo                    | 16–30 listopada        |
| 2017    | Santa Marta                 | 11–25 listopada        |
| 2022    | Valledupar                  | 24 czerwca–5 lipca     |
| 2024    | Ayacucho                    | 6–15 grudnia           |
| 2025    | Guayaquil                   |                        |

## Igrzyska plażowe
| Edycja | Gospodarz | Data                     |
| ------ | --------- | ------------------------ |
| 2012   | Lima      | 1–11 listopada           |
| 2014   | Huanchaco | 3–12 grudnia             |
| 2016   | Iquique   | 24 listopada – 3 grudnia |

## Poszczególne dyscypliny
Judo * 2001 * 2022
| \| Rok \| \| ------------------------------------------------------------------------------------ \| \| 1938 1947 1951 1961 1965 1970 1973 1977 1981 1985 1989 1993 1997 2001 2005 2009 2013 \| |
| Rok |
| 1938 1947 1951 1961 1965 1970 1973 1977 1981 1985 1989 1993 1997 2001 2005 2009 2013 |

| \| Rok \| \| ---------------------------------------------------------------------------------------------- \| \| 1938 1947 1951 1961 1965 1970 1973 1977 1981 1985 1989 1993 1997 2001 2005 2009 2013 2017 2022 \| |
| Rok |
| 1938 1947 1951 1961 1965 1970 1973 1977 1981 1985 1989 1993 1997 2001 2005 2009 2013 2017 2022 |